# Pshavia
Pshavia (en georgiano: ფშავი, romanizado: Pshavi) es una región histórica montañosa en el norte de Georgia. Se sitúa en las estribaciones meridionales de las montañas del Gran Cáucaso, que se corresponde al actual municipio de Dusheti en la región de Mtsjeta-Mtianeti. Su capital histórica es Shuajo.  

## Geografía
Pshavia está junto al río Aragvi y la parte baja del río Iori.  Su altura es de 1000-3000 m, por lo que el área alrededor de Pshavia no está decorada con glaciares. Sin embargo, su naturaleza es más diversa que Jevsuretia y Tushetia.  
Pshavia limita con Jevsuretia al norte, Tushetia y el valle de Pankisi al este, Tianeti al sureste y Mtiuletia al oeste. En el pasado, Pshavia y Jevsuretia se agruparon bajo el nombre de Pjovia. Anteriormente el territorio de Pshavia se consideraba parte de Kajetia.  

## Historia
En 2016, el gobierno georgiano comenzó a estudiar la posibilidad de otorgar oficialmente a la región histórica de Pshavia el estatus de "paisaje protegido", que apoyaría los esfuerzos de conservación al tiempo que permitiría el uso sostenible de los recursos naturales y el desarrollo del ecoturismo.

## Demografía

Familia de Pshavia

Sus habitantes, pshavianos (en georgiano: ფშაველი, romanizado: pshaveli), tienen una historia, dialecto, tradiciones y costumbres similares a los de otros grupos del noreste de Georgia, en particular a los montañeses de Jevsuretia. En su mayoría son cristianos ortodoxos pero, al igual que otras tribus montañesas, han conservado algunas de sus creencias precristianas, que un puñado de personas siguen profesando en santuarios de la región.  
Como muchas otras regiones del mundo, particularmente las montañosas, la población de Pshavia ha disminuido significativamente como resultado de un proceso de éxodo rural que comenzó en el siglo XIX; muchos antiguos pueblos hoy en día consisten en no más que unas pocas casas. Un censo de principios del siglo XIX de Pshavia contaba 210 hogares en Pshavia "propiamente dicho" y 368 en el Baja Pshavia.

## Personas ilustres
El poeta georgiano Luka Razikashvili (1861-1915), más conocido por su seudónimo Vazha-Pshavela, nació en el pueblo de Chargali de esta provincia.

## Galería

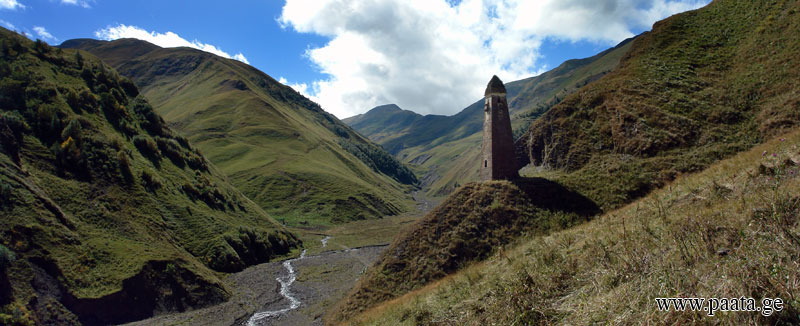
Torre Labaiskari
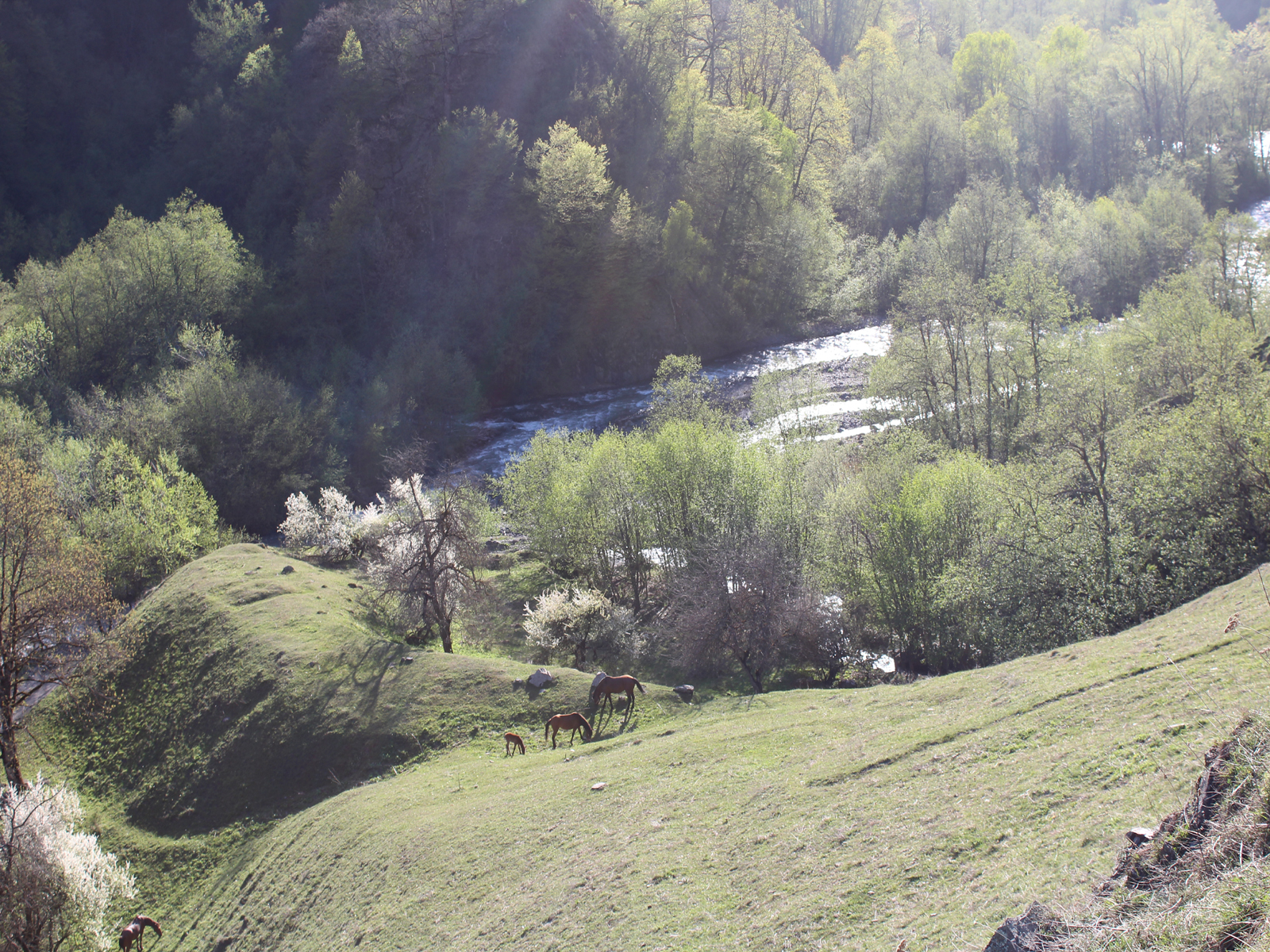
Valle alto del río Aragvi
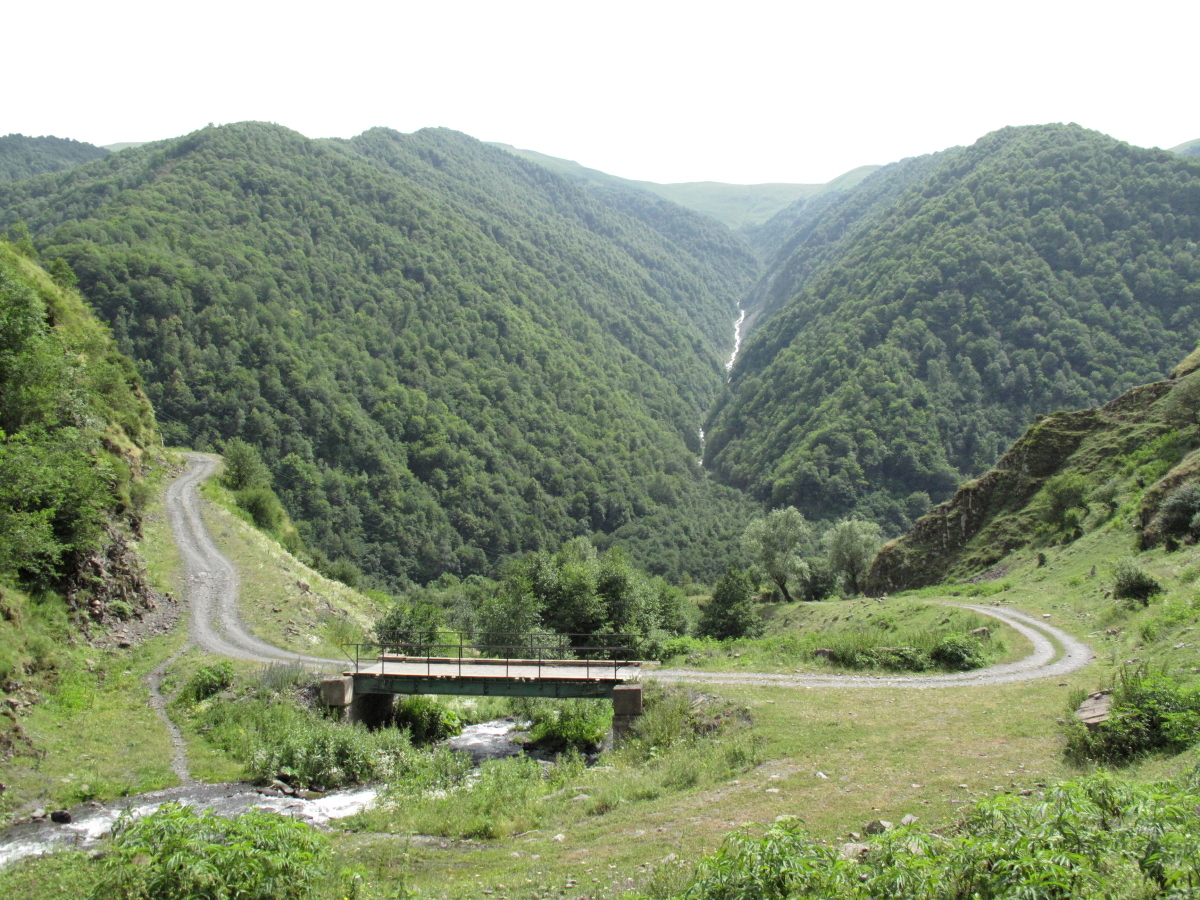
Ruta principal de Aragvi a su paso por Tsijetgora